# Tania Hermida

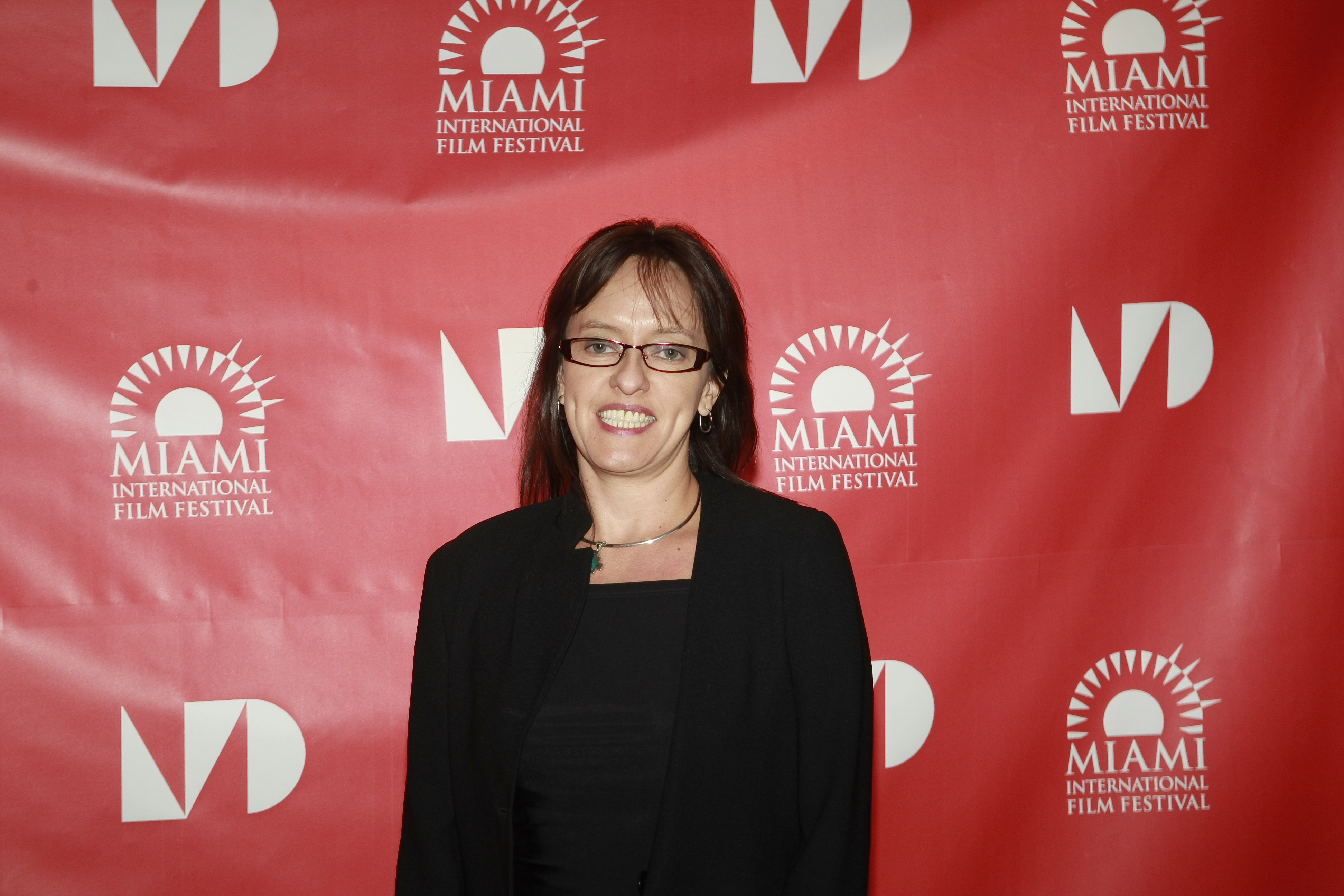
Tania Hermida

Tania Catalina Hermida Palacios (* Oktober 1968 in Cuenca, Ecuador) ist eine ecuadorianische Regisseurin, Produzentin und Drehbuchautorin.

## Biografie
Tania Hermida wurde in Cuenca als Tochter eines Arztes geboren. Durch dessen häufigen Ortswechsel wuchs sie in Cuenca, Zapotillo an der ecuadorianisch-peruanischen Grenze, in London und Quito auf.
Seit ihrem 19. Lebensjahr besuchte sie die Internationale Hochschule für Film und Fernsehen in San Antonio de los Baños auf Kuba, die sie 1991 erfolgreich abschloss. Sie belegte außerdem Kurse für Kino-Ästhetik an der Universität Valladolid (1990) und kreatives Schreiben an der Escuela de Letras de Madrid (1998). Zeitweise lebte die angehende Regisseurin in Honduras und in New York.
Seit 1996 arbeitet sie als Teilzeitdozentin an der Universidad San Francisco de Quito; seit 2003 ist sie Master in Kulturwissenschaften (Estudios Culturales) der Universidad del Azuay in ihrer Heimatstadt Cuenca.
Ihr erster Kurzfilm Ajubel entstand 1989 während ihres Studiums in Kuba. 1991 folgte der in ihrer Heimatstadt Cuenca gedrehte Kurzfilm El Puente Roto und 1999 Aló.
2000 gelang der internationale Durchbruch, als Tania Hermida im Regieteam für den in Ecuador gedrehten Hollywoodfilm Lebenszeichen – Proof of Life mit Russell Crowe und Meg Ryan mitarbeitete. Auch für die kolumbianische Produktion Maria voll der Gnade war sie 2002 als Assistenzregisseurin tätig. 2003 folgte die Mitarbeit an dem Film Crónicas von Sebastián Cordero.
Für ihren ersten eigenen Spielfilm Qué tan lejos wurde sie 2006 unter anderem im Rahmen des São Paulo International Film Festival für den International Jury Award nominiert und gewann beim Festival des Films du Monde in Montreal einen „Silbernen Zenith“ im internationalen Wettbewerb für Erstfilme.
Im September 2007 wurde sie für die Partei Movimiento PAÍS von Präsident Rafael Correa als eine der 24 auf nationaler Ebene gewählten Abgeordneten in die Verfassunggebende Versammlung Ecuadors 2007/08 gewählt, an der sie seit November teilnimmt. Sie ist Mitglied des Ausschusses für Souveränität, internationale Beziehungen und lateinamerikanische Integration.

## Filmografie

### Regie
- 1989: Ajubel
- 1991: El Puente Roto
- 1999: Aló
- 2000: Proof of Life (als Third Assistant Director)
- 2004: Crónicas (als Second Assistant Director), Maria, llena eres de gracia (dt. Maria voll der Gnade; als Second Assistant Director)
- 2006: Qué tan lejos
- 2011: En el Nombre de la Hija

### Drehbuch
- 1989: Ajubel
- 1991: El Puente Roto
- 1999: Aló
- 2006: Qué tan lejos

### Produktion
- 2006: Qué tan lejos